# Reckingen
Pour l’article ayant un titre homophone, voir Rekingen.
Reckingen est une localité et ancienne commune suisse du canton du Valais, située dans le district de Conches.
Le 24 février 1970, une avalanche dévale sur le village, causant la mort de 30 personnes (11 habitants et 19 militaires stationnés sur place). Il s'agit de l'avalanche la plus meurtrière du XXe siècle en Suisse.
Reckingen a fusionné, le 1er octobre 2004, avec Gluringen pour former la nouvelle commune de Reckingen-Gluringen. Cette commune intègre, le 1er janvier 2017, la commune de Goms. Elle a porté le numéro OFS 6067.

## Culture et patrimoine

### Héraldique
| Blason | Blasonnement : De sinople à la rivière d'argent posée en pal et traversée par un pont couvert d'or brochant, reposant sur deux piles d'argent maçonnées de sable, au chef d'azur chargé d'un monogramme MAR d'argent . Commentaires : Le monogramme MAR correspond aux trois premières lettres de Marie à qui est consacrée la paroisse, tandis que la partie inférieure de l'écu représente le pont couvert enjambant la Rhône à Reckingen. |